# Igarapé-Açu
Igarapé-Açu är en kommun i Brasilien.   Den ligger i delstaten Pará, i den nordöstra delen av landet, 1 600 km norr om huvudstaden Brasília. Antalet invånare är 35 843.
Följande samhällen finns i Igarapé-Açu:
- Igarapé Açu

Omgivningarna runt Igarapé-Açu är huvudsakligen savann. Runt Igarapé-Açu är det ganska glesbefolkat, med 24 invånare per kvadratkilometer.